# Vyšší reálná škola (Hradec Králové)
Vyšší reálná škola (též zdravotnická škola) je neorenesanční budova z let 1871–74, situovaná na Komenského ulici v Hradci Králové. Jednalo se o první veřejnou budovu vystavěnou na pozemcích královéhradecké pevnosti, a to ještě před zahájením jejího oficiálního bourání.
Budova stojí v bezprostřední blízkosti bývalé zbrojnice a bývalých pěchotních kasáren.

## Historie
Architektonický návrh budovy zpracoval architekt Václav Weber a realizaci stavby provedla v letech 1871–74 stavební firma Václava Kuželovského. Budova původně sloužila c.k. vyšší reálné škole, poté státní reálce a nakonec reálnému gymnáziu. V současnosti (2021) v objektu sídlí Vyšší odborná škola zdravotnická a Střední zdravotnická škola.
V roce 2013 byla budova prohlášena kulturní památkou. Národní památkový ústav, který zaslal ministerstvu kultury podnět k zařazení budovy do seznamu kulturních památek, ve své žádosti mimo jiné uvádí: "Stavba hradecké reálky ... byla ve svém druhu do jisté míry stavbou průkopnickou. Jednalo se o jednu z prvních větších školních budov, která vyrostla ještě ve stísněných pevnostních podmínkách, v těsné blízkosti kasárenských objektů. To se projevilo i v jejím základním architektonickém pojetí, na němž se na jedné straně projevuje přísný klasicistní řád přímo ovlivněný pevnostními stavbami a velkoryse pojaté měřítko směřující až k monumentalitě, na druhé straně již historizující neorenesanční vliv... Ve srovnání s řadou jiných školních budov ... má tato intaktně dochované fasády se všemi architektonickými detaily a prvky... Na rozdíl od řady jiných si tato uchovala svou tvář do značné míry také v interiéru..."

## Architektura
Dvoupatrová budova stojí na půdorysu tvaru písmene E: uliční fasáda je souvislá a směrem na jih od ní vybíhají tři trakty. Hlavní průčelí je členěno třemi rizality – nejmohutnějším centrálním a dvěma nárožními. Fasáda je v přízemí bosovaná, s polookrouhlými okny, v patrech pak mají okna obdélníkový tvar a jsou zdobena suprafenestrami a fasáda je v rizalitech zdobena pilastry (v prvním patře jónskými, ve druhém dórskými). Vykonzolovaná korunní římsa je zdobena zubořezem a girlandami.
Ve středním traktu budovy je v suterénu a přízemí umístěna tělocvična, do následujících dvou pater zasahuje školní kaple, využívané novodobě jako aula. Architektonicky nejcennějším prvkem interiéru je hlavní schodiště v centrálním traktu, které se zachovalo se všemi detaily včetně litinového zábradlí. V jedné z učeben je dosud zachován původní žebrový trámový strop s prkennými kazetovými výplněmi.

## Zahrada
V areálu školy byla od počátku systematicky budována botanická zahrada. Na pěstování sazenic se podíleli studenti i profesoři, sazenice pak byly dále využívány členy okrašlovacího spolku města na další výsadbu v jiných lokalitách.
V roce 1866, za prusko-rakouské války, byli na pozemcích pohřbíváni zemřelí.